# Tailai
Tailai är ett härad som lyder under Qiqihars stad på prefekturnivå i Heilongjiang-provinsen i nordöstra Kina. Det ligger omkring 250 kilometer väster om provinshuvudstaden Harbin. 